# Сергіївка (Вознесенський район)
Се́ргіївка — село в Україні, у Братській селищній громаді Вознесенського району Миколаївської області. Населення становить 696 осіб. До 2020 року орган місцевого самоврядування — Сергіївська сільська рада.

## Символіка
Затверджений: 20 грудня 2017 р. Автори: С. Мостюк, І. Янушкевич.

### Герб
У червоному полі з лазуровою базою золотий фрагмент фасаду одноповерхової будівлі із цегли на фундаменті з двома пілястрами, на які опирається прямокутний фронтон, увінчаний конусоподібними срібними верхами. Між пілястрами три рівновеликі віконні отвори червоного кольору з підвіконням та сандриками і замковими каменями. У базі три золоті паростки очерету із качанами у стовп і таким же листям, яке обвиває паростки і утворює ламаний симетричний малюнок.

### Прапор
Квадратне полотнище складається з двох вертикальних рівновеликих смуг – древкової червоної та жовтої. На жовтому полі три рівновеликі сині
горизонтальні смуги.

## Населення
Згідно з переписом УРСР 1989 року чисельність наявного населення села становила 706 осіб, з яких 323 чоловіки та 383 жінки.
За переписом населення України 2001 року в селі мешкало 696 осіб.

### Мова
Розподіл населення за рідною мовою за даними перепису 2001 року:
| Мова       | Чисельність | Відсоток |
| ---------- | ----------- | -------- |
| російська  | 337         | 48,42%   |
| українська | 298         | 42,82%   |
| румунська  | 58          | 8,33%    |
| білоруська | 2           | 0,29%    |
| інші       | 1           | 0,14%    |
| Усього     | 696         | 100%     |